# احمد بن سهل
احمد بن سهل (مرگ در ۹۲۰ م) یک نجیب‌زاده ایرانی در دورهٔ صفاریان و سپس سامانیان بود.

## زندگی
احمد از یک خانواده دهقان اهل مرو به نام کامکاریان بود که ادعا می‌کردند از نوادگان یزدگرد سوم، واپسین شاهنشاه ساسانی هستند. او فرزند سهل بود و دارای سه برادر بود که هر سه در یک درگیری محلی میان ایرانیان و عرب‌های مرو کشته شده بودند. احمد به خونخواهی برادرانش علیه عمرو لیث صفاری (ح. ۸۷۹–۹۰۱) شورید، اما سرکوب شد و در سیستان به زندان افتاد. او پس از مدتی از زندان فرار کرد و با بازگشت به مرو، ابوجعفر غوری، فرماندار شهر، را دستگیر و تبعیت خود را از شاه اسماعیل سامانی (ح. ۸۹۲–۹۰۷) اعلام کرد. اندکی بعد او به دربار سامانیان در بخارا رفت و در نزد اسماعیل به مقام بالایی دست یافت.